# Фреголент, Сильвия
Сильвия Фреголент (итал. Silvia Fregolent, родилась 25 января 1972 года в Турине) — итальянский политик, депутат Палаты депутатов Италии от Демократической партии Италии.

## Биография
Родилась в семье рабочего. Детство провела в Турине, в районе Линьотто. Получила высшее юридическое образование, работала юридическим консультантом в информационном центре и в Департаменте окружающей среды Пьемонта. В 2001 году избрана в городской совет Турина от 9 округа. С 2007 года член Демократической партии Италии, в 2009 году назначена провинциальным советником и руководителем отделения Демократической партии в Турине. Состоит в исполнительном комитете ECODEM.
В 2011 году Фреголент поддерживала Давида Гарильо на выборах мэра Турина, а также Маттео Ренци на выборах лидера Демократической партии. Избрана 19 марта 2013 года в Палату депутатов Италии от избирательного округа Пьемонт 1 от Демократической партии Италии. С 7 мая 2013 года работает в VI комиссии (по финансированию) Палаты депутатов Италии. 4 мая 2015 года поддержала принятие нового избирательного закона Италии.